# 고맥락·저맥락 문화
인류학에서 고맥락 문화(高脈絡文化)와 저맥락 문화(低脈絡文化)는 문화에서 교환된 메시지가 얼마나 명시적인지, 그리고 의사소통에서 맥락이 얼마나 중요한지에 대한 연속체의 끝을 말한다. 연속체는 사람들이 제스처, 관계, 몸짓, 언어적 메시지 또는 비언어적인 메시지들과 같은 의사소통 능력 범위 내에서 어떻게 다른 사람들과 의사소통하는지를 묘사하는 것을 의미한다. "고-" 및 "저-" 맥락 문화는 일반적으로 언어 그룹, 국가 또는 지역 커뮤니티를 나타낸다. 그러나, 이 개념은 온라인과 오프라인 의사소통 환경뿐만 아니라 기업, 직업 및 다른 문화 그룹에도 적용될 수 있다. 고맥락 문화는 작은 의사소통 제스처를 활용하고 간접적인 메시지 내의 의미를 부여하는 간접적인 언어적, 비언어적 의사소통을 보여준다. 저맥락 문화는 반대로 작용한다. 전달되는 메시지를 제대로 이해하기 위해서는 직접적인 언어적 의사소통이 필요하며, 명시적 언어 기술에 의존하는 경향이 강하다. 이와 같이 고맥락, 저맥락 문화의 모델은 문화간 의사소통 연구에서 대중적인 틀을 제공함에도 불구하고, 경험적 타당성이 부족하다는 비판을 받아왔다.

## 다양한 문맥 문화의 역사
이러한 개념들은 인류학자 에드워드 T가 그의 1959년 저서인 《침묵의 언어》(1974, 팽귄 북스)에 처음 소개했다.  메시지의 맥락이 행동 구조화에 매우 중요하다고 여기는 문화와 의사소통을 고맥락이라고 한다. 고맥락은 문화를 대게 관계적이고 집단주의적이며 그리고 그것은 대인관계를 가장 부각한다고 정의한다. 홀은 개인의 성취보다 그룹의 화합과 복지를 선호하는 문화로 고맥락 문화를 식별한다. 저맥락에서 의사소통 구성원의 의사소통은 개인들이 서로의 역사나 배경 상황에 대한 지식이 있을 것이라고 기대되지 않으며, 의사소통이 반드시 화자 간의 장기간 관계를 맺은 사람들 간에서만 형성되는 것은 아니기 때문에 더 명확하고, 직접적이고, 정교해야 한다. 저맥락 문화가 더 직접적인 메시지에 관한 것이기 때문에, 이러한 메시지의 의미는 간접적인 단서의 의미에 대한 추론보다는 직접 말한 단어에 더 의존한다. 2008년 한 메타 분석 결과, 모델은 "불확실하고 저발전적인" 것으로 결론 내렸다.

## 고맥락 문화와 저맥락 문화의 특징들

### 명시성과 함축성
고맥락 문화는 함축과 관련이 있다. 고맥락 문화권의 사람들은 표정, 몸짓, 어조의 변화, 그리고 직접적으로 말해지지 않는 의사소통의 다른 측면들을 더 잘 알고 관찰하는 경향이 있다. 명시성은 저맥락 문화에서 기인한다. 저맥락 문화권의 사람들은 의사소통에서 원하는 것을 명시적으로 말하면서 더 직접적인 방식으로 의사소통을 한다.

### 대인관계
개인주의와 집단주의는 각각 저맥락 문화와 고맥락 문화와 관련이 있다. 고맥락 문화 내에서, 사람들은 그들의 관계를 하나의 큰 공동체 일부로 보고 친구들과 가족 관계 내에 의존한다. 저맥락 문화권에서는 관계를 정체성의 중요한 요소로 보지 않는다. 저맥락 문화권의 사람들은 그들의 관계와 사람 간의 연결을 유연하게 바라본다.

### 부정 의문문
고맥락 문화권인 동아시아는 부정 의문문으로 물었을 때 질문 내용을 기준으로 예/아니요를 선택하는 반면, 영미권을 비롯한 서양 저맥락 문화권에서는 질문 내용과 관계없이 자신의 대답의 긍·부정에 따라 예/아니요를 선택한다.

## 고맥락 문화와 저맥락 문화의 예시
문화적 맥락이 절대적으로 "고-" 또는 "저-"인 것만은 아니다. 대신, 문화간의 비교에서 더 크거나 작은 의사소통 차이를 발견할 수도 있다. 일반적으로 고맥락 문화는 관계적이고 집단적이며 직관적이며 사색적이다. 그들은 대인관계에 높은 가치를 두고 있고, 그룹 구성원들끼리 매우 친밀한 공동체이다. 일반적으로 저맥락 문화는 공동체 구성원간의 친밀도가 낮기에, 의사소통에서 메시지를 해석할 때 관계에 기반한 단서가 더 적다. 따라서 메시지를 잘못 해석하지 않도록 메시지에 더 명시적인 정보를 포함해서 말해야 한다.한 문화의 모든 개인이 문화적 고정관념에 의해 정의될 수 있는 것은 아니며, 다른 상황에 처해있는 국가마다 해당 문화 내에 변인들이 있을 것이다. 예를 들어, 홀은 일본 문화가 저맥락 상황과 고맥락 상황을 모두 가지고 있다고 설명한다. 그러나 지배적인 문화의 광범위한 경향성을 이해하는 것은 다른 문화적 배경을 가진 개인들 간의 의사소통을 촉진하는 방법에 대해 개인들에게 알리고 교육하는 데 도움이 될 수 있다.
보통 국가적인 문화 분석에 고·저 맥락 문화 개념이 적용되지만, 과학이나 기업 문화, 또는 공항이나 법원과 같은 구체적인 환경에도 적용 가능하다. 홀이 언급한 간단한 예로 "자연 과학" 분야(화학, 물리학 등)에서 일하는 과학자들이 저맥락 문화를 가지는 경향이 있다는 것이다. 그들의 지식과 모델은 적은 변수들을 가지고 있기 때문에, 그들은 일반적으로 그들이 설명하는 각 사건에 대해 적은 맥락을 포함할 것이라는 것이다.이와는 대조적으로, 생명 시스템을 연구하는 과학자들은 연구 결과에 영향을 미치는 중요한 변수가 많이 있을 수 있기 때문에 고맥락을 포함할 필요가 있다고 한다.
크로셰는 연구에서 문화가 의사소통 스타일(고/저맥락) 선호에 영향을 미친다는 주장을 검증했다. 인도, 아일랜드, 태국, 미국에서 데이터를 수집했고, "고맥락 국가(인도 및 태국)는 저맥락 국가(아일랜드 및 미국)보다 분쟁을 피하고 의무화하는 방식을 선호하지만, 저맥락 국가들은 고맥락 국가들보다 더 타협하지 않고 지배적인 의사소통 방식을 선호한다는 결론이 나왔다."
또한, 홀은 고맥락 문화 검증을 위해 일본, 아랍 국가, 그리고 일부 남미 국가들과 같은 나라들을 구분하였다; "고맥락의 의사소통은 눈을 마주치거나 심지어 어깨를 으쓱하는 것과 같은 신체적 행동과 특징 안에서 대부분의 정보를 전달한다."반면, 그는 독일, 미국, 스칸디나비아와 같은 나라들을 저맥락의 문화로 식별했다. 이 국가들은 각 회원국의 역사나 배경에 대한 사전 지식이 없이도 의사소통이 꽤 명시적이고 정교하다.
문화와 언어는 스펙트럼에서 고맥락 혹은 저맥락으로 정의된다. 예를 들어, 캐나다 프랑스어가 캐나다 영어보다 고맥락이지만 스페인어나 프랑스어보다는 저맥락이라고 주장될 수 있다. 고맥락 문화권인 텍사스 출신 사람은 텍사스 영어의 특징인 긴 침묵이나 몇 마디 단어나 사용으로 의사소통을 할 수 있는데, 뉴욕인은 뉴욕의 전형적인 영어처럼 명시적 언어를 구사한다. 둘 다 미국 영어라는 동일한 언어를 사용하고 다른 나라에 비해 저맥락 문화인 미국의 일부 국가임에도 불구하고 말이다. 홀은 미국 학교에서 나바호로 말하는 사람과 영어로 말하는 사람의 차이점을 지적한다.

홀은 "고맥락 문화"와 "저맥락 문화"의 국가 문화의 "스펙트럼"을 제안했다. 셰포시 & 샤이스타는 이를 더 많은 국가로 확대했다.
다음과 같은 몇 가지 예를 들 수 있다: 고맥락 문화: 중국, 한국, 일본, 기타 아시아 국가들, 사우디아라비아, 파키스탄, 아프가니스탄, 이란, 모리타니아, 오만, 예멘, 아프리카, 인도, 중남미, 태평양 섬, 프랑스, 그리스, 아일랜드, 이탈리아, 러시아. 미국에서는 아메리카 원주민과 하와이 섬 주민들도 고맥락 문화로 간주된다. 저맥락 문화:  미국, 독일, 노르웨이, 덴마크, 스위스, 스웨덴, 핀란드, 캐나다 및 기타 유럽 국가.
문화적 맥락 또한 변화하고 진화할 수 있다. 예를 들어, 한 연구는 고맥락 문화인 일본과 핀란드는 서유럽과 미국 문화의 영향력이 증가하면서 저맥락 문화로 변하고 있다고 주장한다.

## 사례 연구

### 미국, 중국 그리고 한국
Kim Donghoon이 수행한 연구는 고맥락 문화 개념과 저맥락 문화 개념의 주된 특징을 테스트했다. 세 개의 다른 문화인 미국, 중국, 한국에서 세 개의 샘플을 모았다. 연구는 각 문화권별로 96명의 비즈니스 매니저는 미국과 중국의 샘플로 조사했고, 50명의 매니저는 한국 샘플로 조사했다. 홀의 이론에 따르면, 중국과 한국의 샘플은 고맥락 문화를 대표하는 반면, 미국 샘플은 저맥락을 대표한다고 말한다. 연구는 16개 항목을 테스트했다. 각 항목은 사회 지향성, 책임감, 대립, 소통, 헌신, 그리고 새로운 상황에 대한 대처 같은 고맥락 문화와 저맥락 문화의 다양한 측면을 다룬다. "결과에서 16개 항목 중 15개 항목에서 미국, 중국, 한국 샘플이 크게 차이가 났다. 15개 항목 중 11개는 .01 수준에서, 1개는 .05 수준에서, 3개는 .10 수준에서 유의하다. 종합 점수는 또한 .01 수준에서 세 표본 간의 유의한 차이를 보여준다." 미국 샘플은 홀의 주장과 일치하는 두 개의 "오리엔탈 샘플"에 비해 가장 낮은 점수를 받았다. 전반적으로, 이 연구는 중국, 한국, 미국 시험 참가자들간의 고/저맥락 문화 개념을 뒷받침하는 더 많은 증거를 제시한다. 그 결과, 중국과 한국과 같은 고맥락 문화에서 사람들은 미국과 같은 저맥락 문화권의 사람들에 비해 "사회 지향적이고, 덜 대립적이며, 기존의 생활 방식에 더 안주하는" 것처럼 보인다.

### 러시아와 루마니아
본 사례 연구는 루마니아인 30명과 러시아인 30명을 대상으로 진행되었으며, 고맥락과 저맥락 문화를 바탕으로 한 서구 문화 패턴의 비교를 보여준다. 러시아는 고맥락 국가인 반면, 서구 문화라고 믿는 것을 좋아하는 루마니아는 저맥락 문화 국가이다. 연구는 루마니아 사람들이 생각하는 것과 달리 루마니아는 고맥락 문화임을 증명했다. "아래 표의 총점은 루마니아와 러시아 문화의 대립이 오랜 기간 지속되는 패턴이므로, 고맥락 문화임을 의심할 여지 없이 보여준다." 이 표에는 개별적 질문의 주요 차이점과 유사점이 나와 있다. 표의 끝에서 발견된 총 숫자는 각 문화권 내의 사람들 간의 아주 적은 차이를 보여주며 루마니아인과 러시아인이 얼마나 유사한지 증명한다.

### 멕시코와 미국
이 연구는 각 문화에서 사람들이 의사소통하는 이유를 발견하기 위해 시행되었으며, 저맥락 국가인 미국과 고맥락 국가인 멕시코 학생들 간의 문화 교차 시험의 결과이다.멕시코의 3개 학부대학에서 멕시코인 참가자225명과 미국 켄트주립대학에서 447명의 참가자가 참가하였다.사례연구는 미국에서 공부하는 멕시코인들에게 문화충격의 실상을 조사하였다. 실험된 가설들은 멕시코의 저맥락 문화가 미국의 고맥락 문화와 비교했을 때 다른 의사소통의 동기를 제공한다는 것을 보여주었다.
결과적으로 미국 참가자들이 멕시코 참가자보다 즐거움을 위해 의사소통을 더 자주 사용한다는 것을 발견했다.쾌락, 애정과 포용은 두 문화 모두에서 의사소통의 가장 높은 동기였고, 통제는 두 문화 모두에서 가장 낮은 동기부여 요소였다.

## 맥락 문화들 간의 중첩 및 대비
맥락 문화의 범주는 완전히 별개의 것이 아니다. 두 가지 모두 상대방의 문화적 의사소통 능력과 장점을 고려하는 경우가 많다. 고맥락과 저맥락 문화라는 용어는 엄격한 개별성이나 경계를 가지고 분류되지 않는다. 대신, 많은 문화들은 적어도 그들 사이에 공유되거나 맥락 문화가 겹치는 개념이나 복합체가 존재한다.
라모스는 "저맥락 문화에서는 의사소통 구성원들의 의사소통이 좀 더 명시적이어야 한다"고 제안한다. 말한 것이 의미하는 바여야 한다는 것과 같이, 메시지의 추가 분석이 불필요해야 한다는 것이다. 이것은 문화 구성원들이 서로의 역사, 과거의 경험이나 배경에 대한 지식을 가졌다고 예측되지 않기에 의사소통이 상당히 직접적이고 상세해야 한다는 것을 암시한다. 저맥락 문화의 의사소통은 더 직접적인 메시지를 다루기 때문에, 이러한 메시지의 의미는 말해지지 않은 무언의 단서를 해석하기 보다는 말하는 단어 자체에 더 의존적이다.
The Encyclopedia of Diversity and Social Justice에 "고맥락은 관계적이고 집단주의적이며 대인관계를 가장 부각시키는 문화를 정의한다. 맥락이 행동 구조화에 매우 중요한 역할을 하는 문화와 의사소통이 고맥락에 해당된다고 한다."고 쓰여있다. 그런 문화에서 사람들은 행동에 대한 통찰력이 매우 뛰어나다. 나아가 전통, 의식, 역사 등 문화적 측면도 높이 평가된다. 이 때문에 개인의 역할이나 기대와 같이 고맥락 문화에서 문화적 행동의 많은 특징들은 상세한 설명이 필요하지 않다.
왓슨에 따르면, "문화적 변수의 영향력은 사회적 정체성, 나이, 성별, 사회적 계급, 민족성과 같은 다른 주요 요소들과 상호 작용한다. 이것은 강하거나 약한 영향력을 모두를 포함할 수 있다."두 의사소통 방식이 공유하는 유사성은 나이, 성별, 사회적 계급, 민족성과 같은 사회적 특성에 미치는 영향력이다. 예를 들어, 사회 내에서 더 나이가 많고 경험이 많은 사람의 경우, 사회적 단서의 필요성은 의사소통 방식에 따라 더 높거나 낮을 수 있다. 이는 다양한 국가의 다른 특성에도 동일하게 적용된다.
반면에, 특정한 문화간 의사소통 기술은 각 문화마다 독특하며, 의사소통 기법의 유사성이 사회적 상호작용이나 가족 환경 내에서 하위 집단으로 대표된다는 것은 중요하게 지적된다.규모가 큰 단일 문화들은 저맥락과 고맥락의 문화 규모보다 의사소통과 의미 해석을 복잡하게 만드는 하위 문화들이 있다.주요 문화권 내의 다양성은 학교, 직장, 가정, 그리고 다른 나라와 같은 사회적 환경에 따라 고맥락과 저맥락이 어떻게 다른지를 보여준다. 변동은 큰 문화가 하나 또는 다른 문화권으로 분류되더라도 그 규모가 변할 수 있도록 하는 것이다.

## 온라인 미디어에서의 맥락 문화
구두점 및 이모티콘은 저맥락 문화의 사용자보다 고맥락 문화의 사용자가 많이 사용한다. 개인 및 사회적 단서가 대면 협상에서처럼 제시되지 않기 때문에 추가 정보를 제공하고 맥락을 설정하는 도구로 사용하는 것이다.

## 문화 맥락 내에서의 잘못된 의사소통
각각의 문화적인 맥락들 사이에, 제스처, 사회적 단서, 그리고 문화간의 조정 차이 때문에 의사소통에서 오해가 발생하곤 한다. 하지만, 이러한 차이점들을 인식하고 잘못 사용하지 않도록 하는 방법을 배우는 것은 중요하다. 언어가 의사소통 장벽을 만들었다는 세계적인 관점에서 모든 문화는 다르기 때문에, 특정 문화에 존재하는 특정한 사회적 상호작용은 상반된 문화 내에서는 이해하거나 알지 못하는 적절한 의사소통 능력이 필요하다. 이와 관련된 중요성은 다양한 문화와의 협업 및 협력의 기회를 쉽게 얻을 수 있는 직장과 같은 여러 상황에서 나타난다.직장 내 저맥락과 고맥락 문화 간의 의사소통 오류에 대한 인식 또는 문화간 의사소통 환경은 서로를 이해하는 유연성과 능력을 통해 이해되고 통합될 수 있다.

### 어떻게 다른 문화 측정 기준이 고맥락 문화와 관련이 있을까?

#### 다양성
가족, 하위 문화 및 내집단에서는 일반적으로 고맥락 의사소통을 선호한다. 공통된 환경 배경을 가진 집단은 서로 이해하기 위해 명시적으로 단어를 사용할 필요가 없다. 국제 공항, 대도시 또는 다국적 기업과 같이 더 다양한 배경의 사람들이 함께 모이는 환경 및 문화는 저맥락 의사소통 방식을 사용하는 경향이 있다.

#### 언어
홀은 언어 상대성에 대한 사피르-워프의 연구를 통해 언어와 문화를 연결지어 이해한다. 통상어는 일반적으로 높은 수준의 공유된 맥락 문화를 가정할 수 있는 방언보다 맥락에 대해 더 명확하게 설명할 필요가 있다. 저맥락 환경은 잠재적으로 모호한 메시지에 관한 공유된 이해에 의존하지 않기 때문에, 저맥락 문화는 더 많은 정보를 제공하거나 언어를 정확하게 사용한다. 이와는 대조적으로, 일본어나 중국어와 같은 고맥락 문화의 언어는 많은 동음이의어를 사용함에도 불구하고 맥락을 알고 있다면 이해할 수 있다.

#### 정교하고 제한적인 암호
사회학자 바질 번스타인은 정교하고 제한된 암호의 개념을 그의 책인 "계급, 암호 그리고 통제"에서 소개했다. 정교한 암호는 화자가 청자와 상당한 양의 공통 지식을 공유한다고 가정하지 않고 자신의 생각을 다양한 대안으로부터 설명하여 명시적으로 생각을 설명할 수 있게 만드는 것을 말한다. 이와는 대조적으로, 제한된 암호는 일반적으로 축소 및 축소된 문장으로 더 제한적인 표현을 의미한다. 그러므로, 제한된 암호는 대화의 암묵적인 의미와 뉘앙스를 이해하기 위해 청취자들이 많은 공통의 관점을 공유하도록 요구한다.
제한된 암호는 일반적으로 고맥락 문화 그룹에서 사용되는데, 그룹 구성원들이 같은 문화적 배경을 공유하기에 설명없이도 "추론"으로 암묵적인 의미를 쉽게 이해할 수 있다.반대로 공통된 지식이 부족하거나 '집단식별 이상의 개별성'이라는 가치를 공유하는 저맥락 문화 집단에서는 오해를 피하기 위해 세밀한 설명이 필수적이다.

#### 집단주의와 개인주의
네덜란드의 심리학자 게르트 호프스테데의 문화적 차원 이론에서 집단주의와 개인주의의 개념을 고-저맥락 문화에 적용했다. 집단주의 사회는 개인보다 집단을 우선시하며, 개인주의 사회는 그 반대를 의미한다. 고맥락 문화에서 언어는 관계 형성을 돕고 유지하며 과정에 집중하기 위해 사용될 수 있다. 인도와 일본은 전형적으로 고맥락이며, 관계 구축과 존중하는 의사소통을 통해 사업을 지속하는 집단주의적인 문화이다.
개인주의 문화는 개인의 가치와 독립적인 사회 집단의 발전을 촉진한다. 개인주의는 특정 구성원에게 계층적인 존중을 제공하는 것이 아니라 같은 방식으로 집단의 모든 사람들과 의사소통하는 것으로 이어질 수 있다. 개인주의 문화는 문화적 다양성을 중시할 수 있기 때문에, 오해를 피하기 위해 보다 명확한 의사소통 방법이 요구된다. 언어는 목표를 달성하거나 정보를 교환하는 데에도 사용 가능하다. 미국과 호주는 전형적으로 저맥락이며 개인주의적인 문화로, 사업에서 투명성과 경쟁을 중요하게 여긴다.

#### 전통의 안정성과 내구성
고맥락 문화는 그들의 의사소통이 더 경제적이고, 빠르고, 효율적이고, 만족스럽다고 생각하기 때문에 더 안정적이라고 생각하는 경향이 있다; 하지만 이것들은 문화적 배경을 미리 파악하는 데 시간을 할애하는 댓가로 얻은 결과이다. 그리고 그들의 높은 안정성은 발전의 높은 접근 장벽으로 올 수 있다. 대조적으로, 저맥락 문화는 더 빠르고 급격하게 변화하여 더 빨리 확장하는 경향이 있다. 이는 또한 정보의 과부하로 인해 저맥락 의사소통이 실패하여 문화가 스크리닝 기능을 상실할 수 있다는 것을 의미한다.
그러므로, 고맥락 문화는 전통과 역사에 대한 강한 감각을 가지고 있고 시간이 지남에 따라 거의 변하지 않는 문화와 관련있다. 예를 들어, 미국 원주민들은 일반 미국문화에 비해 전통과 역사에 대한 감각이 강한 고맥락 문화를 가지고 있다. 전통에 집중하는 것은 각 새로운 세대의 개인들 사이에 고맥락의 메시지를 위한 기회를 만들고, 고맥락 문화는 안정성을 유지하며 전통이 유지되도록 한다. 이는 미국처럼 의사소통에서 공유된 경험이 한 세대에서 다음 세대로 급격히 변화하여 부모와 자녀 사이에 의사소통 격차를 만들기도 하는 저맥락 문화와는 대조적이다.

#### 얼굴 표정과 제스처
더 많은 정보 : 바디랭귀지
문화는 또한 개인이 다른 사람의 얼굴 표정을 어떻게 해석하는지에 영향을 미친다. 글래스고 대학이 수행한 실험은 행복, 놀라움, 공포, 혐오, 분노, 슬픔 등 이른바 '감정의 보편적 언어'인 6가지 기본 감정의 얼굴표현 신호에 대해 문화마다 다른 이해도를 가지고 있다는 것을 보여준다.고맥락 문화에서, 표정과 몸짓은 메시지를 전달하고 이해하는 데 있어 더 큰 중요성을 가지며, 수신자는 "기본적인" 감정 표시를 이해하기 위해 더 많은 문화적 맥락을 요구할 수 있다.

#### 마케팅과 광고적 관점
고맥락과 저맥락 문화로 광고와 마케팅의 문화적 차이도 설명 가능하다.맥도날드의 온라인 광고에 대한 한 연구는 일본, 중국, 한국, 홍콩, 파키스탄, 독일, 덴마크, 스웨덴, 노르웨이, 핀란드, 미국을 비교한 결과, 고맥락 문화 국가에서는 광고가 맥락을 주기 위해 더 많은 색상, 움직임, 소리를 사용한다는 것을 알 수 있었다. 반면 저맥락 문화에서는 광고가 언어적 표현과 선형 프로세스에 더 초점을 맞췄다.

#### 크레스트 치약 광고
서로 다른 문맥 문화를 수용하는 두 개의 다른 광고는 베이징의 영어 교육 기관인 He Bai에 의해 분석되었다.
첫번째 광고이다.
"이제 당신의 잇몸을 건강하게 만드는데 도움이 되는 것으로 증명되고 치과의사들이 추천한 것이 있다. 크레스트 플러스 껌은 충치 퇴치 치약 중 유일하게 효과가 뛰어나며, 잇몸 질환-진통제 예방에 도움이 되는 것으로 임상적으로 입증되었다. 치과의사들이 말한 것과 같다."
저맥락 문화권 사람들을 위한 이 광고는 직접적이고 유익하다. 충치 보호, 임상 연구 및 치과 의사의 권고에 대한 정보가 모두 세 문장에 나와 있다. 저맥락 문화권 사람들은 직접적인 의사소통을 즐기는 경향이 있기 때문에 그들에게는 이 광고가 도움이 될 것이다.
두 번째 광고이다.
"그 건강한 미소 뒤에는 크레스트 키즈가 있다."
고맥락 문화를 위한 두 번째 광고는 직접적으로는 덜 유익하다. 정보가 함축되어 있기 때문에, 광고는 고맥락 문화 안에 있는 사람들에게는 유익하다.

#### 웹사이트 의사소통
상반된 문화들을 위한 웹사이트 설계에는 문화마다 민감한 색의 의미, 레이아웃 선호도, 애니메이션 및 사운드에 대한 결정에 대한 고려가 포함된다.코펜하겐 IT대학에서 실시한 사례연구에서, 고맥락 문화에 맞는 웹사이트는 다양한 이미지와 애니메이션을 포함하여 보다 상세하고 발전된 디자인을 갖추었음이 발견되었다. 저맥락 문화의 웹 사이트는 애니메이션이 적고, 정보가 상세히 설명된 정지된 이미지가 많았다. 또한 연구에 사용된 웹사이트에서 발견된 이미지는 각각 저맥락 문화와 고맥락 문화의 웹사이트 내에서 개인주의 및 집단주의 특성을 촉진했다. 저맥락 웹 사이트에는 개인에 대한 여러 이미지가 있는 반면, 고맥락 웹 사이트에는 집단과 공동체의 이미지와 애니메이션이 포함되어 있다.

## 모델의 한계
1990년과 2006년 사이에 출판된 224개의 기사에 대한 2008년 메타 분석에서 Peter W. Cardon은 다음과 같이 썼다.
이론은 결코 경험적 엄격함으로 홀에 의해 설명되지 않았고, 어떤 도구나 문맥화 측도와 관련된 알려진 연구도 그것을 입증하지 못했다. ... 아이러니하게도, 문맥화는 직접성의 측면에서 가장 자주 논의되지만, 경험적 연구는 거의 모두 이러한 관계를 뒷받침하지 못한다. 즉, [고맥락]과 [저맥락] 문화의 전통적인 분류에 기초한 직접성과 맥락의 관계는 미미하다. 대부분의 맥락 범주는 확실한 결론을 내릴 만큼 충분히 연구되지 않았다. 그러나 문맥화가 실증적으로 검증되지 않았다는 사실이 반드시 이론이 틀렸다는 것으로 해석되어서는 안된다... 그럼에도 불구하고 맥락 모델은 경험적으로 검증된 모델이라고 할 수 없다.

## 참조
1. ↑  Ramos, D. C. (2014). “LINCCWeb Catalog Search”. 《고맥락 문화》. 2021년 2월 24일에 원본 문서에서 보존된 문서. 2020년 10월 3일에 확인함.
2. 1 2  Würtz, Elizabeth (2005년 11월 1일). “Intercultural Communication on Web sites: a Cross-Cultural Analysis of Web sites from High-Context Cultures and Low-Context Cultures”. 《Journal of Computer-Mediated Communication》 (영어) 11 (1): 274–299. doi:10.1111/j.1083-6101.2006.tb00313.x.
3. ↑  Ramos, Carolina (2014). “Social and Economic Justice”. 《고맥락》 (SAGE Publications, Inc.). ISBN 978-1-4522-8748-5.
4. ↑  Ramos, Carolina (2014). “Social and Economic Justice”. 《저맥락》 (SAGE Publications, Inc.). ISBN 978-1-4522-8748-5.
5. 1 2 3  Cardon, Peter W. (2008년 10월 1일). “A Critique of Hall's Contexting Model: A Meta-Analysis of Literature on Intercultural Business and Technical Communication”. 《Journal of Business and Technical Communication》 (영어). doi:10.1177/1050651908320361.
6. ↑  “Encyclopedia of Diversity and Social Justice”. 《Reference Reviews》 29 (6): 20–22. 2015년 1월 1일. doi:10.1108/RR-06-2015-0165. ISSN 0950-4125.
7. 1 2 3 4 5 6 7 8  Bai, He (2016년 6월 2일). “A Cross-Cultural Analysis of Advertisements from High-Context Cultures and Low-Context Cultures”. 《English Language Teaching》 (영어) 9 (8): p21. doi:10.5539/elt.v9n8p21. ISSN 1916-4742.
8. ↑  Guffey, Mary Ellen. (2009). 《Essentials of business communication》. Nelson Education Ltd. ISBN 978-0-17-653140-9.
9. ↑  “고맥락 저맥락 문화”. 《www.culture-at-work.com》. 2018. 2020년 10월 3일에 확인함.
10. 1 2  Hall, Edward T. ([ca. 1994]). 《Beyond culture》. Doubleday. 68-69쪽. ISBN 0-385-12474-0.
11. ↑  Hall, Edward T. (1989). 《Beyond culture》. Doubleday. 87-88쪽. ISBN 0-385-12474-0.
12. ↑  Croucher, Stephen M.; Bruno, Ann; McGrath, Paul; Adams, Caroline; McGahan, Cassandra; Suits, Angela; Huckins, Ashleigh (2012년 1월 1일). “Conflict Styles and High–Low Context Cultures: A Cross-Cultural Extension”. 《Communication Research Reports》 29 (1): 64–73. doi:10.1080/08824096.2011.640093. ISSN 0882-4096.
13. ↑  Hall, Edward Twitchell, 1914 - 2009. (2014). 《Understanding cultural differences : [Germans, French and Americans]》. Intercultural Press. ISBN 978-1-877864-07-0.
14. 1 2 3  Hall, Edward Twitchell. (1989). 《Beyond culture》. Doubleday. 15-16쪽. ISBN 0-385-12474-0.
15. ↑  Hall, Edward Twitchell, 1914 - 2009. (2014). 《Understanding cultural differences : [Germans, French and Americans]》. Intercultural Press. ISBN 978-1-877864-07-0.
16. ↑  “Search Florida Libraries - Mango”. 2021년 4월 19일에 원본 문서에서 보존된 문서. 2020년 10월 3일에 확인함.
17. ↑  “고맥락 VS 저맥락”. 2019. 2020년 10월 3일 확인함에 확인함.
18. ↑  Nishimura, Shoji; Nevgi, Anne; Tella, Seppo. "Communication Style and Cultural Features in High/Low Context Communication Cultures: A Case Study of Finland, Japan and India" (PDF). Helsinki.fi. Retrieved December 23, 2014.
19. ↑  “Google Books”. 2020년 10월 3일에 확인함.
20. ↑  Kim, Donghoon; Pan, Yigang; Park, Heung Soo (1998). “High-versus low-Context culture: A comparison of Chinese, Korean, and American cultures”. 《Psychology & Marketing》 (영어) 15 (6): 507–521. doi:10.1002/(SICI)1520-6793(199809)15:63.0.CO;2-A. ISSN 1520-6793.
21. ↑  Piroşcă, Grigore. “Communicational Features in High/Low Context Organizational Culture: A Case Study of Romania and Russia - ProQuest”. Valahian Journal of Economic Studies. 2020년 10월 3일에 확인함.
22. 1 2 3 4  Rubin, Rebecca B.; Collado, Carlos Fernández; Hernandez-Sampieri, Roberto (1992년 3월 1일). “A cross-cultural examination of interpersonal communication motives in Mexico and The United States”. 《International Journal of Intercultural Relations》 (영어) 16 (2): 145–157. doi:10.1016/0147-1767(92)90015-M. ISSN 0147-1767.
23. 1 2  Yarn, Douglas (2018년 12월 9일). “고맥락 저맥락 문화의 의사소통”. Dictionary of Conflict Resolution. 2020년 10월 3일에 확인함에 확인함.
24. ↑  Ramos, D. Carolina. "Low Context." Encyclopedia of Diversity and Social Justice, edited by Sherwood Thompson, Rowman & Littlefield Publishers, 1st edition, 2014. Credo Reference,
25. ↑  Ramos, D. Carolina. "High Context." Encyclopedia of Diversity and Social Justice, edited by Sherwood Thompson, Rowman & Littlefield Publishers, 1st edition, 2014. Credo Reference,
26. ↑  "Communication: intercultural communication." Dictionary of Media and Communication Studies, James Watson, and Anne Hill, Bloomsbury, 9th edition, 2015. Credo Reference, https://search.credoreference.com/content/entry/dictmedia/communication_intercultural_communication/0?institutionId=6086. Accessed 25 Mar. 2019.
27. 1 2 3 4 5  Watson, James, Hill, Anne (2018.9.23). “문화 간 의사소통”. Dictionary of Media and Communication Studies (9th ed.). Bloomsbury Academic. 2020.10.3에 확인함.
28. ↑  Kersten, Gregory; Vetschera, Rudolf; Koeszegi, Sabine (2004년 1월 1일). “National Cultural Differences in the Use and Perception of Internet-based NSS: Does High or Low Context Matter?”. 《International Negotiation》 (영어) 9 (1): 79–109. doi:10.1163/1571806041262070. ISSN 1571-8069.
29. 1 2 3  Curry, Curtis (2018.09.22). “Managing conflict in global teams: 4 keys to leveraging cultural differences in diverse teams”. Business Collection. 2020.10.3에 확인함.
30. 1 2  Barron, Jacob (2018.9.22). “International communication 101: staying on the right side of culture”. usiness Credit (Business Collection). 2020.10.3에 확인함.
31. ↑  Bernstein, Basil (2003). 《Theoretical studies towards a sociology of language》. Routledge. ISBN 0-415-30287-0.
32. ↑  Foss, Stephen W, Littlejohn, Karen A (2011). 《Theories of human communication》. Waveland Press. 375-376쪽.
33. 1 2  Richard D. Lewis (2006). 《When cultures collide》. Nicholas Brealey International. 436-437쪽. ISBN 978-1-904838-02-9.
34. ↑  University of Montana, Undergraduate Advising Center (2010년 1월 12일). “Individualism, Collectivism, High And Low Context”.
35. ↑  Pirosca, Grigore (2016.10.4). “Communicational Features in High/Low Context Organizational Culture: A Case Study of Romania and Russia - ProQuest”. Valahian Journal of Economic Studies. 2020년 10월 3일에 확인함.
36. ↑  “Discovering cultural differences (and similarities) in facial expressions of emotion”. 《Current Opinion in Psychology》 (영어) 17: 61–66. 2017년 10월 1일. doi:10.1016/j.copsyc.2017.06.010. ISSN 2352-250X.
37. ↑  Jack, Rachael E.; Schyns, Philippe G. (2015년 7월 20일). “The Human Face as a Dynamic Tool for Social Communication”. 《Current Biology》 (영어) 25 (14): R621–R634. doi:10.1016/j.cub.2015.05.052. ISSN 0960-9822. PMID 25702577.
38. ↑  Solomon, Michael; Russell-Bennett, Rebekah; Previte, Josephine (2012년 10월 24일). 《Consumer Behaviour》 (영어). Pearson Higher Education AU. ISBN 978-1-4425-6499-2.
39. 1 2 3  Würtz, Elizabeth (2005년 11월 1일). “Intercultural Communication on Web sites: a Cross-Cultural Analysis of Web sites from High-Context Cultures and Low-Context Cultures”. 《Journal of Computer-Mediated Communication》 (영어) 11 (1): 274–299. doi:10.1111/j.1083-6101.2006.tb00313.x.

## 추가 자료 자료
- Hall, Edward, T. Beyond Culture. Anchor Books (December 7, 1976). ISBN 978-0385124744
- Samovar, Larry A. and Richard E. Porter. Communication Between Cultures. 5th Ed. Thompson and Wadsworth, 2004. ISBN 0-534-56929-3